# 유엔 파트너십 사무소

유엔 파트너십 사무소(United Nations Office for Partnerships, UNOP)는 2006년 코피 아난 사무총장이 설립한 유엔 산하 기구로, 유엔의 지속가능 개발 목표(UNSDGs) 달성을 위해 민간 부문, 시민사회단체, 학계 및 기타 비국가 행위자들과 파트너십을 공동 구축한다.
UNOP는 국제협력을위한유엔기금(UNFIP)과 유엔 민주주의 기금(UNDEF)을 감독한다.

## 국제협력을위한유엔기금(UNFIP)
국제협력을위한유엔기금(UN Fund for International Partnerships, UNFIP)은 1998년 3월 코피 아난 사무총장이 유엔 시스템과 유엔 재단(유엔의 대의를 위한 자원 관리를 담당하는 공익 자선단체) 간의 가교 역할을 하기 위해 설립했다.
사무차장은 UNFIP의 활동을 감독하는 UNFIP 자문위원회를 이끌고 있다.

## 같이 보기
- 밀레니엄 개발 목표